# Каррик Рейнджерс
«Каррик Рейнджерс» (англ. Carrick Rangers FC) — североирландский футбольный клуб из города Каррикфергус, в графстве Антрим. «Каррик Рейнджерс» основан в 1939 году, домашние матчи проводит на стадионе Тэйлорс Авеню. В сезоне 2006/07 команда сыграла 22 матча, из которых 12 выиграла, 6 матчей завершились вничью, в 4 встречах клуб проиграл (команда набрала 42 очка), забив 38 мячей, пропустив 27.

## Достижения
- Первый дивизион
  - Победитель (8): 1961/62, 1972/73, 1974/75, 1976/77, 1978/79, 1982/83, 2010/11, 2014/15
- Северная лига
  - Победитель (2): 1948/49, 1951/52
- Кубок Северной Ирландии
  - Обладатель: 1975/76
- Межрегиональный кубок
  - Обладатель (4): 1975/76, 1976/77, 2010/11, 2014/15
- Кубок Антрима
  - Обладатель: 1992/93

## Выступления в еврокубках
| Сезон   | Турнир       | Раунд | Соперник    | 1 матч | 2 матч | Итог  |
| ------- | ------------ | ----- | ----------- | ------ | ------ | ----- |
| 1976/77 | Кубок кубков | 1R    | Арис        | 3 : 1  | 1 : 2  | 4 : 3 |
|         |              | 2R    | Саутгемптон | 2 : 5  | 1 : 4  | 3 : 9 |

- Домашние игры выделены жирным шрифтом